# 益山将成
益山 将成（ますやま まさなり、3月31日）は、日本の声優。かつてはプランダスに所属していた。愛知県出身。

## 出演

### 吹き替え

#### 映画
- GetSanta（囚人）
- ゲイト・オブ・ザ・サン〜終わりなき聖戦（レゲー）
- 1944 独ソエストニア戦線
- THE BUNKER（アラン）
- THE FIXER 前後編（サイモン）
- ザ・リディーマー（ネオナチ）
- サリュート7（ヴィクトル)
- シャークトパスVS狼鯨（フエルタ）
- スティール・サンダー（ウェドル）
- ニック4/ラスト・フューリー
- パワーレンジャー（オタク１）
- レジェンド 狂気の美学（フランキー・シェイ）

#### 海外ドラマ
- ジ・アメリカンズ シーズン4

#### アニメ
- サッカー水滸伝〜決戦!宋江vs高俅 炎の神州カップ編〜（戴宗[1]）

### 特撮
- 獣電戦隊キョウリュウジャーブレイブ 吹き替え

### ドラマ
- dTV「不能犯」 声のみ出演

### 舞台
- プロジェクトアスペック第5回公演「入居者募集中!」（十勝たかし）

### その他
- サスペンス!「他の誰よりも」ショートムービー[2]（秋道風緒）